# 八木重吉
八木 重吉（やぎ じゅうきち、1898年〈明治31年〉2月9日 - 1927年〈昭和2年〉10月26日）は、日本の詩人、英語科教師。
学生時代にキリスト教の洗礼を受け、信仰と詩作に励む。詩集『秋の瞳』(1925年)を刊行したが、結核により29歳で死去した。没後、生前に編纂した詩集『貧しき信徒』（1928年）が刊行された。自作の詩では信仰の中の生活を短いフレーズでうたい、没後に評価を高めた。

## 生涯

### 学生時代まで

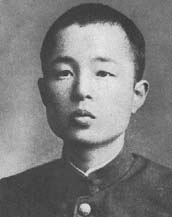
学生時代の八木重吉

東京府南多摩郡堺村相原大戸（現在の東京都町田市相原町）に生まれる。父八木藤三郎、母つた。生家は代々農業を営み、重吉は三男二女の中の次男。父の代には雇人もある自作農であり、村でも暮らし向きは良い方であった。1904年（明治37年）大戸尋常小学校に入学。1908年（明治41年）隣村である神奈川県津久井郡川尻尋常小学校（現・相模原市立川尻小学校）へ通い始め、1912年（明治45年）3月、川尻尋常小学校高等科を卒業。母方の縁戚に加藤武雄がおり、川尻尋常小学校高等科で教員を務めていたときに重吉が生徒だったこともあった。
1912年（明治45年）4月、鎌倉市にあった全寮制の神奈川県師範学校予科（現・横浜国立大学）に入学、寄宿生活を送る。英語を得意とし、1915年（大正4年）ラビンドラナート・タゴールの詩集である花園緑人著『タゴールの詩と文』を愛読して文学にも興味を示し、師範学校内の詩の会にも参加した。高学年になり日本メソジスト鎌倉教会の日曜のバイブルクラスに出席する。同校の同期に国文学者・歌人の谷鼎がいる。

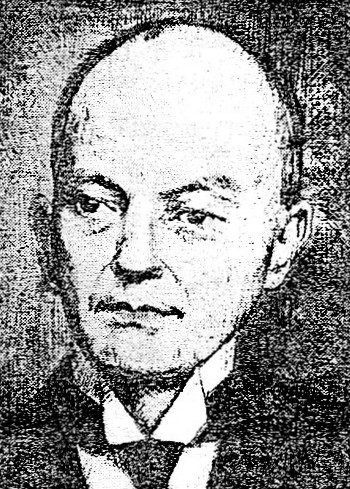
重吉に洗礼を授けた富永徳磨牧師

1917年（大正6年）3月神奈川県師範学校本科第一部を卒業後、4月より東京高等師範学校文科第三部英語科予科に進学し、東京大塚の学校の寮に入る。1918年（大正7年）になると北村透谷に傾倒し、『透谷全集』を読み、6月には未亡人ミナを新小川町の家に訪ねている。この頃、同級生のクリスチャン吉田不二雄と親交を深め、小石川福音教会のバイブルクラスに出席するようになり、新約聖書を原語ギリシア語で読む。
1919年3月2日、駒込の教会で富永徳磨から洗礼を受け、キリスト教に入信する。ただし、5月4日に駒込基督会の夜の礼拝に出席したのを最後に富永からは2か月ほどで離れ、以後死去するまで特定の教会に属さない無教会の立場を貫いた。これについては、内村鑑三からの影響が指摘されており、鑑三の講演にも接した。この間、3月11日付で、重吉も編集に加わった『一粒の麥 吉田不二雄遺稿』が刊行され、二年先輩の永野芳夫と連名の序文「告ぐ」を付した。この頃から、ジョン・キーツの詩に親しんだ。同年12月、スペインかぜに罹患し、肺炎を併発して東京神田の橋本病院へ3か月に及ぶ入院をし、父と弟の看病を受けたのち、1920年（大正9年）堺村の実家で静養する。全快後、本科3年に進み、寮を出て、池袋で下宿生活を始める。秋には高等師範学校の英語劇大会で舞台背景の作画を担当した。

### 御影時代と結婚
1921年（大正10年）3月、下宿先に島田とみが滝野川の女子聖学院3年級の編入試験準備として訪れ、重吉は約一週間英語と数学を教える（本来は同じ下宿に暮らしていた人物を頼ってきたが重吉を紹介された）。とみは合格したものの、直後に重吉は東京高等師範を卒業し、兵庫県の御影師範学校（神戸大学国際人間科学部の前身）に英語科教諭兼訓導として就職して武庫郡住吉村山田（現・神戸市東灘区住吉山手四丁目付近）の柴谷方に下宿し、遠く離れることになった。
7月には、当時義務づけられていた6週間の陸軍現役制度により、姫路市の歩兵第39連隊に入営している。この間、4月に重吉はとみに手紙を出して文通を始め、同時期に日記に短歌や詩を記すようになる。やがて重吉はとみとの結婚を真剣に考え、9月に手紙でとみに愛を告白した。しかし、恋愛結婚には実家の長兄政三から反発があり、重吉は高等師範の先輩で教えも受けた内藤卯三郎に相談、内藤の説得によって理解を得た重吉ととみは1922年（大正11年）2月に「とみの卒業後に結婚する」条件で横浜市本牧の本牧神社で重吉、とみ、八木藤三郎、島田慶治、内藤の5名で婚約式をおこなった。ただし、重吉の父からは内藤に「あなたの弟とおもって重吉の味方になってやってくれ」」との言葉があり、勘当に近い形での婚約であった。同じ2月に重吉は武庫郡魚崎町下松原八番（現・東灘区魚崎西町二丁目付近）の松風館という下宿屋に転居した。3月に春休みを利用して上京し、横浜市本牧の内藤宅で休日を過ごすが、このとき重吉は肋膜炎に罹患していた。重吉は上京から戻ったのち、転居からわずか2か月ほどで武庫郡御影町申御田954（現・東灘区御影本町二丁目12）に再転居した。この背景として、松風館の環境に不満を抱いていたことがとみ宛の書簡に記されている。その後、とみも肋膜炎を発症したことから急遽上京し、とみの兄・慶治に「自分が御影に引き取って教育し、丈夫にする」と申し出て、同年7月19日に女子聖学院を4年で中退したとみと内藤卯三郎立会のもとに結婚、御影町石屋川の借家で新婚生活を送り始める。
この時期に詩作が活発になるとともに、日本・外国を問わず多くの詩人の作品を読む。とりわけジョン・キーツから強い影響を受け、「あこがれの人」「キーツはわが故里のごとし」といった言葉を書き残している。1923年（大正12年）、自作の詩を、原稿用紙をリボンで綴じた手製の小詩集にまとめ始める。3月、御影町柳851（現・東灘区御影中町一丁目2-17）に転居した。5月26日に長女桃子が生まれる。10月22日付けでノート「よせあつめ」を作成し、芭蕉作品やドイツ近代詩人の詩を原文のまま筆写する。1924年秋には、自筆詩集を再編して『秋の瞳』という自選集を作り、加藤武雄に送付して出版を依頼した。12月29日に長男陽二が誕生する。1925年(大正14年)3月までの御影在住時代に1800編近い詩を書いたとされる。

### 柏時代から死去まで
1925年4月、千葉県東葛飾郡千代田村（現・柏市）の東葛飾中学校（現・千葉県立東葛飾高等学校）の英語教員に転じる。3月15日付で御影師範学校を退任後、名目上は3月31日付で千葉県女子師範学校訓導兼東葛飾中学校嘱託に任命され、正式に東葛飾中学校教員になったのは翌年2月15日であった。東葛飾中学校は開校から3年目（校舎の完成から2年目）だった。この転任は罹患した実家の祖父への気遣いからであるとされ、この際にも内藤卯三郎の支援を受けた。転任により、千代田村柏に転居した。転居先は勤務先の学校に近い教職員住宅で、万葉集を好んだ重吉は、真間手児奈などに登場する葛飾を喜んだという。転任に伴って重吉の俸給は御影時代より10円加算された
同年夏8月、書籍の処女詩集となる『秋の瞳』が刊行される（富士印刷所発行、新潮社発売）。この刊行には加藤武雄が助力し、巻頭文も執筆している。新潮社には加藤が勤めていたことがあった。『秋の瞳』は、『詩神』『日本詩人』といった詩壇雑誌から好意的な評価を受け、新聞雑誌から寄稿依頼も寄せられた。7月17日には読売新聞に4編の詩が掲載され、初めて原稿料を得る。複数の同人勧誘を受ける中で、佐藤惣之助が主催する『詩之家』に参加した。同年10月の『詩之家』には「どなたか遊びに来てくだすったらどんなにうれしいだろう」と道案内も含めた来訪を呼びかける文章を掲載し、草野心平は重吉の自宅を訪れた詩人の一人だった。心平からは、詩誌『銅鑼』の同人になるよう勧誘の手紙をもらっていたが、『詩之家』の同人だからと言って、重吉は同人としての参加は辞退した。以後、『日本詩人』、『生活者』、『生誕』、『文章倶楽部』、『若草』、『銅鑼』などに作品を発表した。翌1926年（大正15年）1月に刊行された『出版年鑑』の「十四年の詩壇」という章にある「主なる詩集」という節では、『秋の瞳』について「こんな短い気息を生地のままに飾りなく投げ出した詩もめずらしい。今詩壇の何物にも似ていない自分自身の表現で、幼いたどたどしさもあるが、ぽつりぽつりと歩るいて（原文ママ）いる詩人だ。」（仮名遣いは現代仮名遣いに修正）と言及された。
1926年は年初より体調を崩し、2月には病臥。当初は「風邪」という診断であったが回復が思わしくなく、3月に発熱して、内藤卯三郎の勧めで東京九段の東洋内科医院を受診し、結核の第二期という診断を受ける。療養生活に入るや、詩作はとだえ、病床ノートが作られ始める。5月、重吉は休職して、東洋内科医院の分院で茅ヶ崎にあった南湖院で療養生活に入った。東葛飾中学の教え子による後年の証言では、最後の授業では詩集の講義をおこない、終わりに「キリストの再来を信ず」という言葉を残して教室を後にしたという。とみは柏から看病に通ったが、重吉からの要望を受けて同年7月に茅ヶ崎町の十間坂の借家に一家で転居し、重吉も自宅療養（南湖院の副院長が往診）となる。同じ月にイギリス留学を控えた内藤卯三郎が見舞いに訪れ、重吉はキーツの書物を購入するよう依頼した。病状は小康状態だったが、10月に再度発熱すると、耳下腺炎、歯痛、腹痛などを併発して苦しんだ。10月2日、病床に富永徳麿が見舞いに訪れ、再会を果たした。冬に入り容態が悪化する中、柏時代の作品を中心とした第2詩集『貧しき信徒』の編纂に没頭した。1927年（昭和2年）10月、危篤が告げられ、高熱の中で十字を切る。10月26日、茅ヶ崎の自宅において29歳で死去した。本葬は堺村の実家で執り行われた。郷里の生家近くにある墓碑には十字架が刻まれている一方で、仏教式の戒名（浄明院自得貫道居士）も刻されている。

## 没後の出来事
『貧しき信徒』は死去4か月後に野菊社から刊行された。加藤武雄の自費による出版であった。
とみは池袋に転居し、当初は洋裁の内職、その後白木屋の大塚分店（約10年間）などで働きながら遺児2人を育てたが、1937年(昭和12年)に桃子が、1940年(昭和15年)には陽二が相次いで夭逝する。二人とも死因は重吉と同じ結核であった。遺されたとみ（登美子）は、かつて重吉が入院した南湖院に事務員として勤めたのち、1947年に歌人の吉野秀雄と再婚する。とみは1944年から、4人の子を抱えて妻に先立たれた吉野の家事を手伝っていた。再婚に至るまでの間、とみは重吉の遺稿類をバスケットに入れて大切に保存していた。この間、高村光太郎・三ツ村繁蔵・草野心平らの助力により、1942年に山雅房から『八木重吉詩集』が限定500部で刊行された。この詩集は既刊詩集掲載作も含め、すべて重吉の草稿を元に編集されている点が特徴である（ただし『秋の瞳』収録作は草稿が当時とみの手許になかったため、ほとんど含まれていない）。吉野秀雄はとみとの結婚によって重吉とその作品を知り、その普及顕彰に取り組むようになる。
創元社の取締役だった評論家の小林秀雄が重吉の詩に接したことをきっかけに、1948年に同社の創元選書から詩集が刊行され（創元文庫からは1951年）、広く名声を得た。この出版には吉野が尽力した。
1950年には新教出版社から、重吉の著作として『神を呼ぼう』が出版された。
1958年、吉野秀雄の家族全員が協力して『定本 八木重吉詩集』が彌生書房より刊行される。直後に『秋の瞳』などの草稿が発見されたことで、『<新資料 八木重吉詩稿>花と空と祈り』が翌年に同じく彌生書房より刊行されている。
1982年には筑摩書房から『八木重吉全集（全3巻）』（2000年に増補改訂版全4巻）が、1988年には同社のちくま文庫から『八木重吉全詩集（全2巻）』が出版された。
1984年には、故郷の町田市相原町に八木重吉記念館が開設された。この記念館の開館を契機に、命日の10月26日に対して茶の花忌の呼称が付けられた。
とみは1999年(平成11年)2月12日に死去した。吉野秀雄は生前にとみの没後は分骨して重吉の墓所にも埋葬してやりたいと短歌に詠み、それに従って現在は重吉および二人の遺児の墓碑の横にとみの墓碑が建立されている。
2018年（平成30年）に生家の小屋から、師範学校在学中だった1915年の自筆日記（英語）が発見され、2021年に『八木重吉 英文日記』（いのちのことば社）として公刊された。
2025年2月に、岩波文庫から『八木重吉詩集』（若松英輔 編）が刊行された。

## 評価
高村光太郎、郷原宏、唐木順三、草野心平、斎藤正二らが重吉の詩を評価している。郷原は重吉の詩「素朴な琴」を「おそらく日本語で書かれた最も美しい四行詩である」と評している。草野は「日本の基督に関する詩は八木重吉の詩をもって私は最高としたい」と評し、「基督の生理化、感覚化されたものが彼の詩である」としている。斉藤は重吉を「日本における最初にして最高のキリスト教詩人」であるとしている。ただし、重吉本人が編纂した2冊の詩集『秋の瞳』・『貧しき信徒』および、新聞や雑誌に発表した詩においては、自身のキリスト教信仰に関する詩はそれほど採られていない。山根道公は、重吉をキリスト教詩人と呼ぶのは誤りではないとしつつも、詩稿は全体からいえば自然をうたった詩が圧倒的に多いとしており、郷原も重吉を「宗教詩人である前にすぐれた自然詩人である」としている。キリスト教徒であっても信仰と詩の持つ価値は別に考えていたと指摘されており、研究者で詩人の田中清光は晩年の発表作について「注目すべきことは、信仰の直接の表白になる詩が、全くみられないことなのである。重吉はやはり詩としての自立を選び取ってしまうのである」と記し、澤村修治は下書きから発表のまでの間に「信仰に関わるものを注意深く遠ざけていった」としている。
高村光太郎は1943年に「八木重吉詩集序」という文章を書き（詩集自体は未刊）その中で「詩人八木重吉の詩は不朽である。このきよい、心のしたたりのやうな詩はいかなる世代の中にあつても死なない」と記した。

## 作品の特徴
短い詩が多いのが特徴であり、103篇をおさめた『貧しき信徒』には、10行を超えるものは2つしか見られない。中には「木に眼が生つて人を見てゐる」（冬）、「神様　あなたに会ひたくなつた」（無題）のような一行詩もある。
この詩集には、長女・桃子が何回も登場するように、幸福な家庭生活を描いたものも散見される。晩年の作品には母親への言及が増え、『貧しき信徒』では桃子・妻・母という「三人の女性」を詠んだ作品が目に付く点を澤村修治は「見のがしてはならない」としている。

## 人物
詩の中では、時として詩作さえも罪悪だと考えると告白するものの「詩をつくることをすててしまふなら／あまりにすきだらけのうつろすぎるわたしのせかいだもの」という理由で、「歯をくひしばっ〔ママ〕て泣くまいとしてうたをうたふ」のだと書いた作品を残している。「私の詩（私の詩をよんでくださる方へささぐ）」という未発表詩のなかでは、自分の詩は「必ずひとつひとつ十字架を背負ふてゐる」と主張する。
重吉はクリスチャンとして次第に純粋な信仰を深めた。妻のとみは、重吉が教職に対して自嘲し自分の本来の仕事ではないという思いを抱えているようだったと回想記に記している。クリスチャンだったとみに「お前は罪ふかい、舌を噛んで死んでしまえ」と突然言いつけたこともあったという。
幼少の頃から、おとなしく孤独を感じさせる面があったとされる。『秋の瞳』の序文には
と記した。梯久美子は、重吉が終生抱えた「寂しさ」を「宿痾（しゅくあ）であり、同時に詩人としての天賦の才でもあった」と評し、妻のとみを「その孤独に寄り添ったただひとりの人」だと記している。
教員としての重吉について、御影師範学校の教え子の一人は「内にうれいをふくんだ善良でさびしい面影であったが、講義の明快を敬われていた」と回想している。